# Амелин, Георгий Иванович
Гео́ргий Ива́нович Аме́лин (9 апреля 1921 года — 23 января 2011 года) — советский военный лётчик, участник Великой Отечественной войны, заместитель командира эскадрильи 208-го штурмового авиационного полка 227-й штурмовой авиационной дивизии 8-го штурмового авиационного корпуса 8-й воздушной армии 4-го Украинского фронта, лейтенант.
Герой Советского Союза (15.05.1946), полковник запаса.

## Биография
Родился 9 апреля 1921 года в деревне Слободка (ныне Тарусский район, Калужская область) в крестьянской семье. По национальности русский. Член ВКП(б)/КПСС с 1942 года. По окончании средней школы, в 1937 году, переехал в Москву. В Москве окончил строительное училище Метростроя.
В рядах Красной Армии с 1940 года. Прошёл курс обучения в Балашовском военном авиационном училище лётчиков.
На фронтах Великой Отечественной войны с 1943 года. Заместитель командира эскадрильи лейтенант Георгий Амелин к концу войны совершил 171 боевой вылет, в воздушных боях сбил три, а на аэродромах — четыре самолёта противника, уничтожил большое количество вражеских танков, БТР и другой боевой техники.
Указом Президиума Верховного Совета СССР от 15 мая 1946 года
за образцовое выполнение боевых заданий Командования на фронте борьбы с немецкими захватчиками и проявленные при этом отвагу и геройство

лейтенанту Амелину Георгию Ивановичу присвоено звание Героя Советского Союза с вручением ордена Ленина и медали «Золотая Звезда» (№ 2867).
После войны, до 1961 года, отважный лётчик продолжил службу в ВВС. Полковник запаса Г. И. Амелин жил в Москве. 23 января 2011 года Г. И. Амелин умер.
Похоронен в Москве на Даниловском кладбище (34 уч.).

## Награды
- Медаль «Золотая Звезда» Героя Советского Союза (№ 2867)
- Орден Ленина
- Три ордена Красного Знамени
- Два ордена Отечественной войны I степени
- Два ордена Красной Звезды
- Медали, в том числе:
  - Медаль «За победу над Германией в Великой Отечественной войне 1941—1945 гг.»
  - Юбилейная медаль «Двадцать лет Победы в Великой Отечественной войне 1941—1945 гг.»
  - Юбилейная медаль «Тридцать лет Победы в Великой Отечественной войне 1941—1945 гг.»
  - Юбилейная медаль «Сорок лет Победы в Великой Отечественной войне 1941—1945 гг.»

## Память
- В городе Тарусе установлена мемориальная доска памяти его и ещё четверых Героев Советского Союза.